# Hertog van Surrey
Hertog van Surrey (Engels: Duke of Surrey) is een Engelse adellijke titel. 
De titel hertog van Surrey werd gecreëerd in 1397 door Richard II voor Thomas Holland, 3e graaf van Kent. De titel verviel toen hij in 1400 werd geëxecuteerd wegens verzet tegen Hendrik IV.

## Hertog van Surrey (1397)
- Thomas Holland, 1e hertog van Surrey (1397-1400)